# Peltophryne fluviatica
Espèce
Synonymes
- Bufo fluviaticus Schwartz, 1972

Statut de conservation UICN

 CR B2ab(iii) : 
En danger critique
Peltophryne fluviatica est une espèce d'amphibiens de la famille des Bufonidae.

## Répartition
Cette espèce est endémique du Nord-Ouest de la République dominicaine. Elle se rencontre entre 150 et 175 m d'altitude.

## Publication originale
- Schwartz, 1972 : The native toads (Anura, Bufonidae) of Hispaniola. Journal of Herpetology, vol. 6, no 3/4, p. 217-231.